# Эпидемия холеры на Гаити (2010)

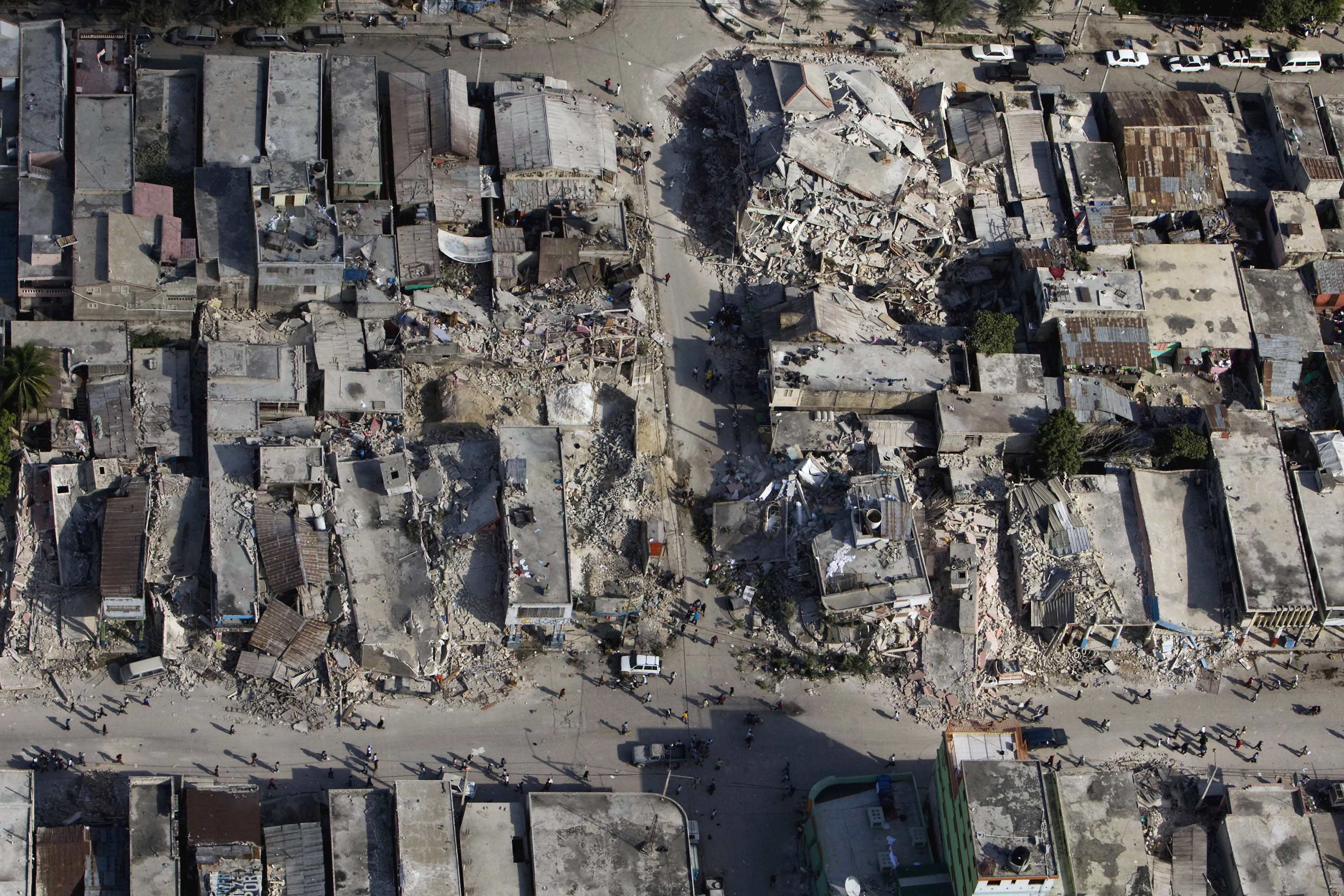
Разрушения в результате землетрясения на Гаити

Эпидемия холеры на Гаити (2010) — эпидемия холеры, начавшаяся в Гаити в октябре 2010 года. Эпидемия усугубилась ураганом «Томас», обрушившимся на остров 7 ноября, и последствиями январского землетрясения. Согласно заявлению Министерства Здравоохранения Гаити, сделанному 16 февраля 2011 года, число жертв эпидемии составляет 4 549 человек, заражены 231 070 человек.
В феврале 2012 года ВОЗ объявила об окончании эпидемии холеры на Гаити.

## Ситуация на Гаити
Власти Гаити опасаются, что холера достигнет столицы островного государства — города Порт-о-Пренс. В этом случае эпидемия может беспрепятственно распространиться по лагерям, в которых живут люди, лишившиеся крова в результате январского землетрясения. Там в антисанитарных условиях живут сотни тысяч гаитян. Медицинские учреждения страны переполнены пациентами. Представители ООН сообщают, что гуманитарные организации начали борьбу со вспышкой холеры на Гаити. Их сотрудники распространяют 10 тысяч гигиенических наборов, содержащих средства для очистки воды в местах распространения заболевания.
По мнению государственного санитарного врача Российской Федерации Геннадия Онищенко на Гаити катастрофически не хватает антибиотиков. На это, в частности, указывал высокий процент смертности: по состоянию на 25 ноября 2,3 % госпитализированных скончалось.
По состоянию на январь 2012 года почти 7 000 человек умерли от холеры во время эпидемии на Гаити. Джон Ким Андрус (англ. Jon Kim Andrus), заместитель директора Панамериканской организации здравоохранения, сказал, что на декабрь 2011 года правительство Гаити зарегистрировало более 520 тысяч случаев заболевания холерой и каждый день в стране заболевает холерой более 200 человек.

### Ситуация в Порт-о-Пренсе
9 ноября Представитель Госдепартамента Филипп Кроули сообщил, что правительство Гаити открыло 16 лечебных центров в Порт-о-Пренсе, которые, по его словам, эффективно помогают правительству оценить масштабы эпидемии холеры и последствия урагана «Томас».
9 ноября был подтвержден первый летальный случай холеры в Порт-о-Пренсе. К началу декабря жертвами инфекции в столице стали уже 162 человека.

### Ураган «Томас»
3 ноября появились сообщения, что ураган «Томас», ослабевший до уровня тропического шторма, движется в направлении Гаити. Были высказаны опасения, что шторм может осложнить ситуацию с эпидемией. 5 ноября шторм снова набрал силу до уровня урагана первой категории опасности по пятибалльной шкале Саффира — Симпсона и двигался в сторону Гаити и Кубы. На острове было объявлено ураганное предупреждение.
Ураган обрушился на остров 7 ноября и спровоцировал сильные наводнения сразу в нескольких городах, в зоне подтопления оказалось около 35 тыс. человек. Общее количество заболевших холерой перевалило за 7 тысяч, однако точные данные отсутствовали, поскольку сбор статистики был крайне затруднён. В общей сложности ураган унёс жизни 20 гаитян. Кроме того оказались разрушенными системы питьевого водоснабжения.

### Выборы президента
28 ноября на Гаити прошли выборы президента, вызвавшие масштабные беспорядки по всей стране. На улицы вышли демонстранты, обвинявшие власти в подтасовке выборов. Это осложнило и без того непростую ситуацию с эпидемией.

### Борьба с колдунами
Среди населения Гаити распространена вера в магию и колдовство. Стремительное распространение холеры стало причиной преследования «ведьм» и «колдунов». Как сообщала полиция Гаити, в результате этого погибло как минимум 12 человек. В ответ правительство выступило с объяснениями, что причиной возникновения заболевания являются бактерии, а не потусторонние силы.

## Ситуация в соседних странах
Первый официально зарегистрированный случай заражения холерой в соседних с Гаити странами был обнаружен 17 ноября в Доминиканской республике у незадолго до этого приехавшего в страну гражданина Гаити. По словам Геннадия Онищенко по состоянию на 23 декабря в Доминикане было зарегистрировано уже 335 случаев заражения, 27 из которых закончились госпитализацией. Этот факт вкупе с высоким процентом смертности позволил Онищенко сделать вывод, что населению Земли угрожает первая в XXI веке пандемия холеры. Доминиканские власти усилили контроль на границе с Гаити и выделили 32 млн долларов на борьбу с эпидемией, однако эксперты считают, что эти меры не остановят поток гаитян и вряд ли предотвратят распространение инфекции. 23 января был зарегистрирован первый случай смерти от холеры в Доминиканской республике.
В конце января 2011 года появилась информация о том, что 21 венесуэлец, вернувшиеся домой из Доминиканской республики, заражены холерой. Министр здравоохранения Венесуэлы Эухения Садер заявила, однако, что причин для беспокойства нет, поскольку в стране «имеется прекрасная система водоснабжения». К концу февраля в Венесуэле было зарегистрировано уже около 500 случаев заражения.

## Причины эпидемии

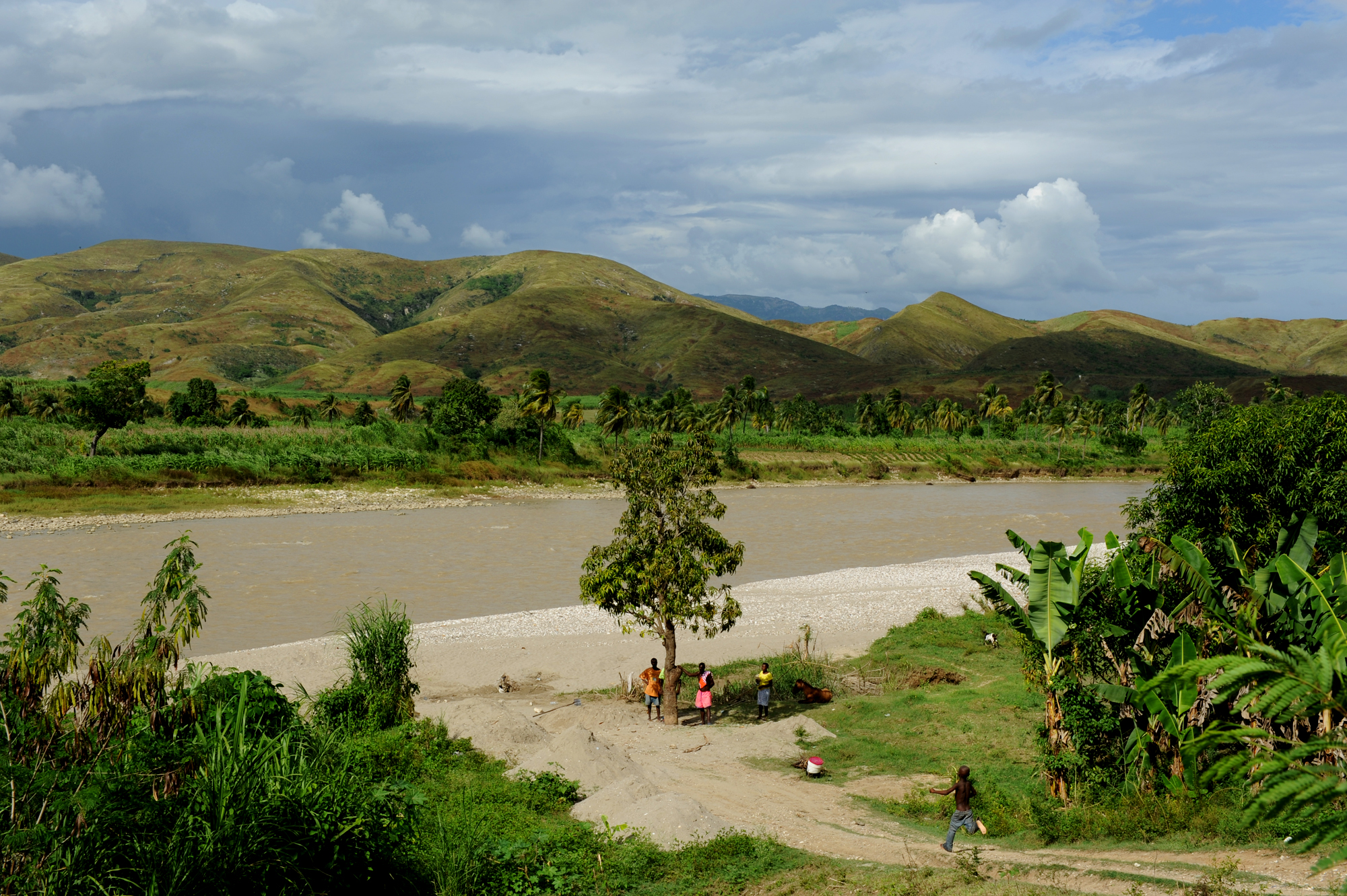
Река Артибонит, 2010

Предполагается, что источником распространения инфекции стала загрязненная фекалиями река. Масштабы распространения болезни в основном ограничиваются регионом Артибонит в центральной части острова, где 21—22 октября были зарегистрированы первые случаи заболевания.
29 октября в городе Миребалаис состоялась демонстрация, в которой приняли участие несколько тысяч гаитянцев. Демонстранты обвинили ООН в том, что именно их военнослужащие из Непала занесли холеру на остров. Причиной демонстрации стали слухи о том, что холера была занесена извне, в частности, такое предположение было сделано Всемирной организацией здравоохранения. Контингент непальцев был прислан 9—10 октября, причём перед этим вспышка холеры была зафиксирована в самом Непале. Командование контингента, однако, заявило, что случаев заболевания холеры среди личного состава подразделения не было, что не исключает того, что холера была занесена бессимптомным носителем.
1 ноября Центры по контролю и профилактике заболеваний США заявили, что согласно проведённому анализу ДНК штаммы холерного вибриона на Гаити совпадают с южноазиатскими штаммами. Несмотря на то, что проведённые исследования никак не указывают на то, какими путями холера появилась на острове, заявление медиков усилило уверенность в том, что инфекция была занесена непальскими солдатами. На это же указывало и то, что большинство случаев заражения наблюдались в низовье реки Артибонит, на одном из притоков которой и располагалась база ООН. В то же время, министр здравоохранения Алекс Ларсен заявил, что холера могла быть завезена на Гаити и другими путями, например, туристами или торговцами.
15 ноября в Кап-Аитьене, в 130 км к северу от Порт-о-Пренса прошла акция протеста, участники которой обвинили миротворцев в распространении эпидемии. В акции приняло участие около тысячи жителей. Акция быстро переросла в масштабные беспорядки, сопровождающиеся поджогом машин и закидыванием камнями базы ООН и полицейских участков. Полиция и солдаты войск ООН применили слезоточивый газ для разгона толпы. Сообщалось о 12 раненных участниках беспорядков. Позднее появились сообщения о двух местных жителях, убитых из огнестрельного оружия одним из солдат. Представитель миссии ООН подтвердил, что один из миротворцев открыл стрельбу по митингующим, однако действовал в порядке самообороны.
7 декабря французский эпидемиолог Рено Пьяру выступил с докладом о проведённых по просьбе Минздрава Гаити исследованиях. Согласно его заключениям, холера была занесена на остров миротворцами ООН. В ответ на это выступление командование контингента миротворцев опровергло все обвинения, а ООН обещала создать специальную международную комиссию для расследования всех обстоятельств данного дела.